# 위 문공
위 문공(衛文公, ? ~ 기원전 635년, 재위 기원전 659년 ~ 기원전 635년)은 중국 위나라의 제20대 임금으로, 이름은 훼(燬)다. 제 환공의 지원을 받아 조가에서 초구로 천도하고, 위 의공 대에 거의 망한 위나라를 재건했다.

## 사적

### 위나라 재건
기원전 660년, 형 위 대공이 죽자 위나라 사람들에게 임금으로 옹립되었다. 당시 위나라는 적적의 침공을 받아 서울 조가가 함락되는 등 심각한 피해를 입었다. 문공은 거친 베옷을 입고 거친 명주로 지은 모자(다 대개 제후가 상중에 입는 옷)를 쓰고, 임업 · 농업 · 상업 · 공업 · 교육 · 학문 진흥에 힘쓰며, 능력 있는 자를 임용하고 조세를 줄이고 스스로 일하며 백성들과 함께 괴로워하며 흩어진 위나라 민중을 거두어들였다. 이러한 문공의 노력에 힘입어, 즉위 초에는 30승에 불과하던 병거가 재위 말년에는 300승이 되었다.
문공 2년(기원전 658년), 패자 제 환공이 제후들을 거느리고 위나라를 위해 초구(楚丘) 땅에 성을 쌓아주었다.

### 기타
문공 16년(기원전 644년), 진나라의 공자 중이가 망명 중에 위나라에 들렀는데, 무례히 대했다.
문공 18년(기원전 642년) 겨울, 형나라와 적(狄)이 함께 쳐들어왔다. 문공 19년(기원전 641년)에 형나라를 쳐 이를 보복하고 문공 20년(기원전 640년)까지도 형나라를 괴롭혔다. 문공 24년(기원전 636년), 형나라를 치고자 하여 대부 예지(禮至) 형제가 형나라로 가 벼슬을 얻었고, 문공 25년(기원전 635년) 정월에 문공은 예지 형제가 형나라의 정경 국자를 죽이는 활약에 힘입어 형나라를 쳐 멸했다.

## 가정
- 위 선공 (할아버지)
  - 공자 급 (아저씨)
  - 공자 완(소백) (아버지)
    - 제자(齊子) (형)
    - 위 대공 (형)
    - 위 문공
      - 위 성공 (아들)
      - 숙무 (아들)

    - 송환부인 (누이)
    - 허목부인 (누이)

  - 공자 수 (아저씨)
  - 위 혜공 (아저씨)
    - 위 의공 (종형제)